# Александров, Сергей Павлович
Сергей Па́влович Алекса́ндров (14 [27] марта 1915, Каменец-Подольский — 26 сентября 1963, Новокузнецк, Кемеровская область) — советский сценограф

.

## Биография
В 1938—1941 годах обучался в Омском художественном училище. Работал в Новокузнецке, оформлял спектакли в Новокузнецком драматическом театре.
Список спектаклей:
- «Горячее сердце» Александра Островского (1951);
- «Золотопромышленники» по роману Дмитрия Мамина-Сибиряка (1953);
- «Оптимистичная трагедия» Всеволода Вишневского (1956);
- «Доктор философии» Бранислава Нушича (1958);
- «Барабанщица» Афанасия Салинского (1961);
- «День рождения Терезы» Георгия Мдивани (1962);
- «Друзья и годы» Леонида Зорина.